# 12e étape du Tour de France 2011
Pour un article plus général, voir Tour de France 2011.
La 12e étape du Tour de France 2011 s'est déroulée le jeudi 14 juillet 2011. Elle est partie de Cugnaux et arrivée à Luz-Ardiden. Elle est remportée par l'Espagnol Samuel Sánchez de l'équipe Euskaltel-Euskadi. Thomas Voeckler conserve le maillot jaune.

## Parcours de l'étape
Cette 12e étape est la première étape de montagne de cette 98e édition. Elle relie Cugnaux (Haute-Garonne) à la station de Luz-Ardiden. Le sprint intermédiaire est situé à Sarrancolin (Hautes-Pyrénées, où se court les 120 derniers kilomètres). Les coureurs doivent escalader une côte de première catégorie après 130 kilomètres de plaine, la Hourquette d'Ancizan, avant d'effectuer deux montées classées hors catégorie : le col du Tourmalet et la montée finale vers Luz-Ardiden, qui accueille pour la huitième fois l'arrivée d'une étape du Tour de France. La dernière arrivée d'étape remonte à 2003 avec la victoire de Lance Armstrong.

## La course

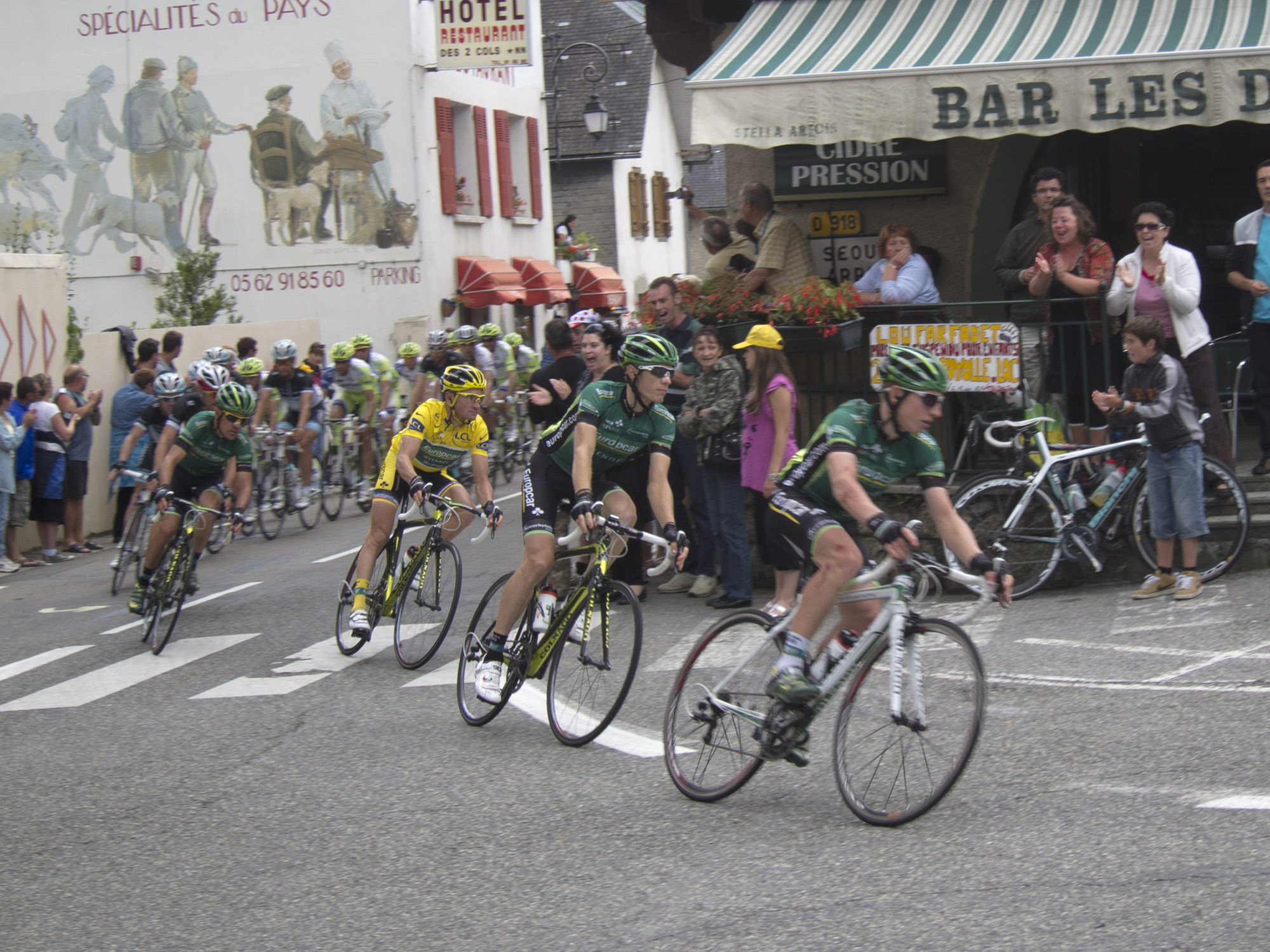
Le début du peloton dans Sainte-Marie-de-Campan avant la montée au Tourmalet.

L'échappée est composée de six coureurs : le Britannique Geraint Thomas (Sky), les deux Espagnols Rubén Pérez Moreno (Euskatel-Euskadi) et José Iván Gutiérrez (Movistar) et les trois Français Blel Kadri (AG2R), Laurent Mangel (Saur-Sojasun) et Jérémy Roy (FDJ). Au sprint intermédiaire de Sarrancolin, Laurent Mangel devance Jérémy Roy, avec une avance avoisinant les neuf minutes sur le Maillot vert Britannique Mark Cavendish (HTC-Highroad) et le peloton.
Au pied de la Hourquette d'Ancizan, le Maillot à pois Johnny Hoogerland (Vacansoleil-DCM) s'extirpe du peloton avec le champion de France Sylvain Chavanel (Quick-Step), ils sont rapidement rejoints par le Tchèque Roman Kreuziger (Astana). Mangel passe en tête au sommet devant Pérez et Kadri, avec une avance de plus de trois minutes sur les trois coureurs partis en contre et de plus de cinq minutes sur le groupe Maillot Jaune. La descente du col est marquée par les deux sorties de route de Geraint Thomas dans l'échappée et de la chute importante du peloton provoquée par le leader du classement général Thomas Voeckler (Europcar).
Le peloton traverse Saint-Marie-de-Campan (Hautes-Pyrénées) avec un retard de deux minutes sur les poursuivants et de cinq minutes sur l'échappée. Jérémy Roy devance Geraint Thomas au Col du Tourmalet. Les deux coureurs, ayant délaissé leurs quatre autres compères, possèdent une avance de deux minutes sur Kreuziger (Chavanel et Hoogerland n'ayant pas réussi à le suivre, ce dernier est alors certain de perdre son maillot distinctif à l'issue de l'étape) et de trois minutes sur le groupe Maillot Jaune. Un groupe de huit poursuivants se forme ensuite dans les derniers kilomètres de l'ascension du Tourmalet mais notamment dans sa longue descente, avec : les deux Belges Philippe Gilbert (Omega Pharma-Lotto) et Jules Vanendert (Omega Pharma-Lotto), les deux Espagnols Samuel Sánchez (Euskatel-Euskadi) et Rubén Pérez (Euskatel-Euskadi), le Français Christophe Riblon (AG2R), le Néerlandais Laurens ten Dam (Rabobank), le Russe Trofimov (Katusha) et le Tchèque Roman Kreuziger (Astana).
Après plus de 200 kilomètres d'échappée, Christophe Riblon et Geraint Thomas (récompensé par le prix de la combativité) sont repris puis lâchés dans la longue montée vers Luz-Ardiden par le groupe de poursuivants puis par le groupe Maillot Jaune, qui n'est plus constitué que d'une quinzaine de coureurs. Devant, le champion olympique Samuel Sánchez et Jelle Vanendert se disputent la victoire après avoir distancé tous leurs rivaux, l'Espagnol l'emporte dans la station pyrénéenne. À partir des nombreuses accélérations dans le groupe Maillot Jaune dans les quatre derniers kilomètres, Fränk Schleck parvient à rallier la ligne d'arrivée 10 secondes derrière le vainqueur mais 20 secondes devant Ivan Basso, Cadel Evans et son frère Andy Schleck, 33 secondes sur le tenant du titre (bien qu'il en sera déchu) Alberto Contador et 40 secondes sur le Maillot Jaune Thomas Voeckler. Toutefois, le Français conserve sa première place au classement général, malgré le rapprochement de tous ses principaux concurrents. Johnny Hoogerland perd son Maillot à pois au profit du vainqueur du jour Samuel Sánchez.

## Sprints
| Premier     | Laurent Mangel      | 20 pts. |
| Deuxième    | Jérémy Roy          | 17 pts. |
| Troisième   | Blel Kadri          | 15 pts. |
| Quatrième   | Rubén Pérez Moreno  | 13 pts. |
| Cinquième   | José Iván Gutiérrez | 11 pts. |
| Sixième     | Geraint Thomas      | 10 pts. |
| Septième    | Mark Cavendish      | 9 pts.  |
| Huitième    | Mark Renshaw        | 8 pts.  |
| Neuvième    | José Joaquín Rojas  | 7 pts.  |
| Dixième     | Matthew Goss        | 6 pts.  |
| Onzième     | Francisco Ventoso   | 5 pts.  |
| Douzième    | Borut Božič         | 4 pts.  |
| Treizième   | Philippe Gilbert    | 3 pts.  |
| Quatorzième | Mickaël Delage      | 2 pts.  |
| Quinzième   | Bernhard Eisel      | 1 pt.   |

| Premier     | Samuel Sánchez    | 20 pts. |
| Deuxième    | Jelle Vanendert   | 17 pts. |
| Troisième   | Fränk Schleck     | 15 pts. |
| Quatrième   | Ivan Basso        | 13 pts. |
| Cinquième   | Cadel Evans       | 11 pts. |
| Sixième     | Andy Schleck      | 10 pts. |
| Septième    | Damiano Cunego    | 9 pts.  |
| Huitième    | Alberto Contador  | 8 pts.  |
| Neuvième    | Thomas Voeckler   | 7 pts.  |
| Dixième     | Pierre Rolland    | 6 pts.  |
| Onzième     | Tom Danielson     | 5 pts.  |
| Douzième    | Arnold Jeannesson | 4 pts.  |
| Treizième   | Rigoberto Urán    | 3 pts.  |
| Quatorzième | Levi Leipheimer   | 2 pts.  |

## Côtes

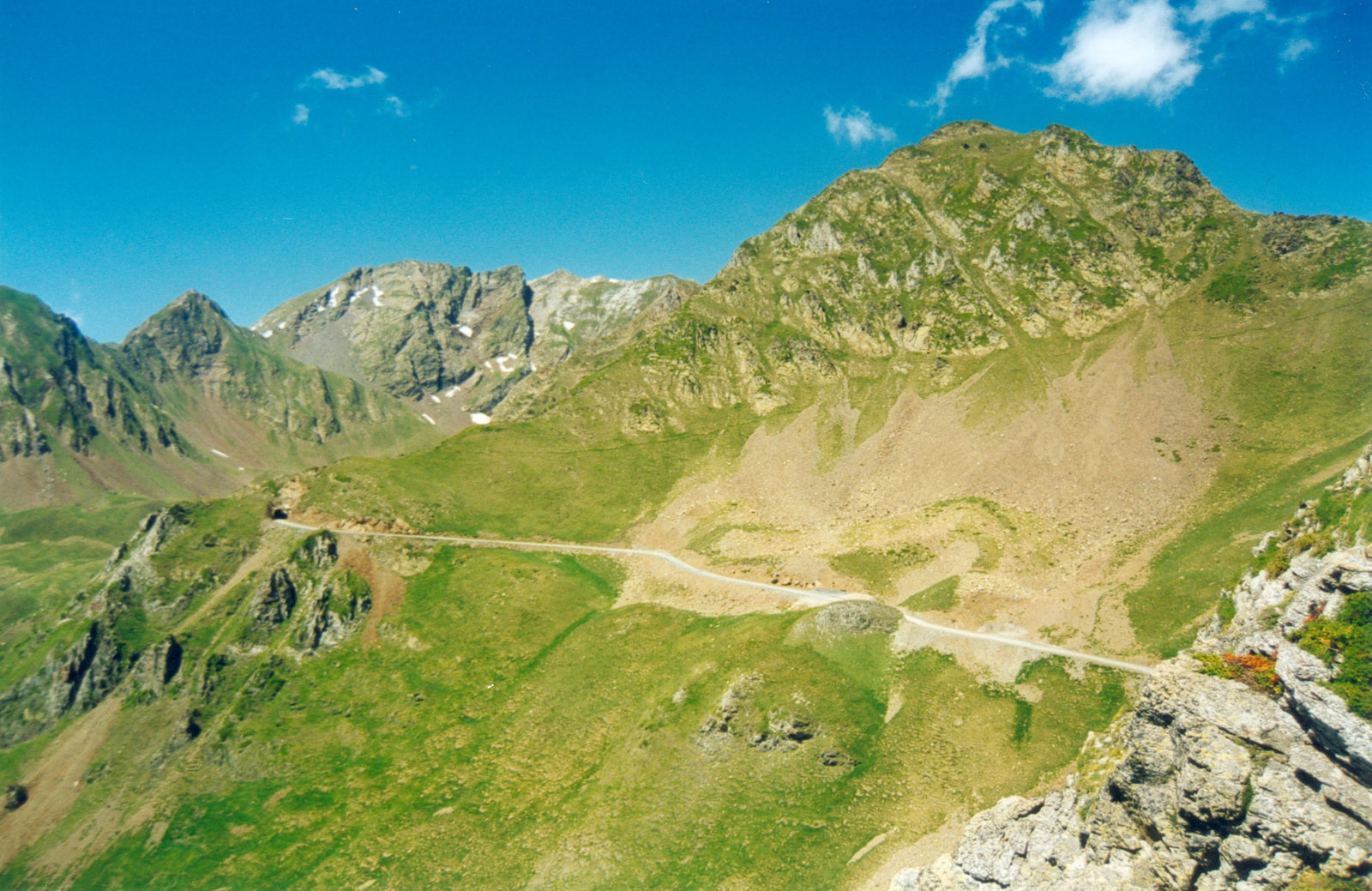
Le col du Tourmalet

| Premier   | Laurent Mangel      | 10 pts. |
| Deuxième  | Rubén Pérez Moreno  | 8 pts.  |
| Troisième | Blel Kadri          | 6 pts.  |
| Quatrième | Jérémy Roy          | 4 pts.  |
| Cinquième | Geraint Thomas      | 2 pts.  |
| Sixième   | José Iván Gutiérrez | 1 pt.   |

| Premier   | Jérémy Roy         | 20 pts. |
| Deuxième  | Geraint Thomas     | 16 pts. |
| Troisième | Blel Kadri         | 12 pts. |
| Quatrième | Rubén Pérez Moreno | 8 pts.  |
| Cinquième | Roman Kreuziger    | 4 pts.  |
| Sixième   | Laurens ten Dam    | 2 pts.  |

| - 3. Luz-Ardiden, Hors-catégorie (kilomètre 211) \| Premier \| Samuel Sánchez \| 40 pts. \| \| Deuxième \| Jelle Vanendert \| 32 pts. \| \| Troisième \| Fränk Schleck \| 24 pts. \| \| Quatrième \| Ivan Basso \| 16 pts. \| \| Cinquième \| Cadel Evans \| 8 pts. \| \| Sixième \| Andy Schleck \| 4 pts. \| |                 |         |
| Premier | Samuel Sánchez  | 40 pts. |
| Deuxième | Jelle Vanendert | 32 pts. |
| Troisième | Fränk Schleck   | 24 pts. |
| Quatrième | Ivan Basso      | 16 pts. |
| Cinquième | Cadel Evans     | 8 pts.  |
| Sixième | Andy Schleck    | 4 pts.  |

## Classement de l'étape
|    | Coureur          | Pays       | Équipe              | Temps | Temps           |
| -- | ---------------- | ---------- | ------------------- | ----- | --------------- |
| 1  | Samuel Sánchez   | Espagne    | Euskaltel-Euskadi   | en    | 6 h 01 min 15 s |
| 2  | Jelle Vanendert  | Belgique   | Omega Pharma-Lotto  | +     | 7 s             |
| 3  | Fränk Schleck    | Luxembourg | Leopard-Trek        |       | 10 s            |
| 4  | Ivan Basso       | Italie     | Liquigas-Cannondale |       | 30 s            |
| 5  | Cadel Evans      | Australie  | BMC Racing          |       | 30 s            |
| 6  | Andy Schleck     | Luxembourg | Leopard-Trek        |       | 30 s            |
| 7  | Damiano Cunego   | Italie     | Lampre-ISD          |       | 35 s            |
| 8  | Alberto Contador | Espagne    | Saxo Bank-SunGard   |       | 43 s            |
| 9  | Thomas Voeckler  | France     | Europcar            |       | 50 s            |
| 10 | Pierre Rolland   | France     | Europcar            |       | 50 s            |

## Classement général
|    | Coureur          | Pays       | Équipe              | Temps | Temps            |
| -- | ---------------- | ---------- | ------------------- | ----- | ---------------- |
| 1  | Thomas Voeckler  | France     | Europcar            | en    | 51 h 54 min 44 s |
| 2  | Fränk Schleck    | Luxembourg | Leopard-Trek        | +     | 1 min 49 s       |
| 3  | Cadel Evans      | Australie  | BMC Racing          |       | 2 min 06 s       |
| 4  | Andy Schleck     | Luxembourg | Leopard-Trek        |       | 2 min 17 s       |
| 5  | Ivan Basso       | Italie     | Liquigas-Cannondale |       | 3 min 16 s       |
| 6  | Damiano Cunego   | Italie     | Lampre-ISD          |       | 3 min 22 s       |
| 7  | Alberto Contador | Espagne    | Saxo Bank-SunGard   |       | 4 min 00 s       |
| 8  | Samuel Sánchez   | Espagne    | Euskaltel-Euskadi   |       | 4 min 11 s       |
| 9  | Tom Danielson    | États-Unis | Garmin-Cervélo      |       | 4 min 35 s       |
| 10 | Nicolas Roche    | Irlande    | AG2R La Mondiale    |       | 4 min 57 s       |

## Classements annexes

### Classement par points
|   | Cycliste           | Pays        | Équipe             | Points |
| - | ------------------ | ----------- | ------------------ | ------ |
| 1 | Mark Cavendish     | Royaume-Uni | HTC-Highroad       | 260    |
| 2 | José Joaquín Rojas | Espagne     | Movistar           | 242    |
| 3 | Philippe Gilbert   | Belgique    | Omega Pharma-Lotto | 234    |

### Classement du meilleur grimpeur
|   | Cycliste        | Pays     | Équipe             | Points |
| - | --------------- | -------- | ------------------ | ------ |
| 1 | Samuel Sánchez  | Espagne  | Euskaltel-Euskadi  | 40     |
| 2 | Jelle Vanendert | Belgique | Omega Pharma-Lotto | 32     |
| 3 | Jérémy Roy      | France   | FDJ                | 24     |

### Classement du meilleur jeune
|   | Cycliste          | Pays     | Équipe  | Temps | Temps            |
| - | ----------------- | -------- | ------- | ----- | ---------------- |
| 1 | Arnold Jeannesson | France   | FDJ     | en    | 52 h 00 min 34 s |
| 2 | Rein Taaramäe     | Estonie  | Cofidis | +     | 1 min 37 s       |
| 3 | Rigoberto Urán    | Colombie | Sky     |       | 2 min 05 s       |

### Classement par équipes
|   | Équipe            | Pays       | Temps | Temps             |
| - | ----------------- | ---------- | ----- | ----------------- |
| 1 | Team Leopard-Trek | Luxembourg | en    | 155 h 09 min 18 s |
| 2 | Europcar          | France     | +     | 1 min 05 s        |
| 3 | AG2R La Mondiale  | France     |       | 2 min 41 s        |

## Abandons
- Romain Feillu (Vacansoleil-DCM) : non-partant en raison d'une tendinite au genou[3].
- Denis Galimzyanov (Team Katusha) : hors délais.